# Jacques Babou de la Bourdaisière
Pour les autres membres de la famille, voir Famille Babou de La Bourdaisière.
Jacques Babou de La Bourdaisière (1512 - 26 novembre 1532), est un prélat français, évêque d'Angoulême.

## Biographie
Fils de Philibert Babou, il reçut en survivance de son père la charge de maitre de la garde robe du Dauphin.
Doyen de Saint-Martin de Tours, il est évêque d'Angoulême de 1528 à 1532 et maitre des requêtes.